# Parg
Parg (in armeno Պարգ?), pseudonimo di Pargev Vardanyan (in armeno Պարգեւ Վարդանյան?; Hayravanq, 7 giugno 1996), è un cantautore armeno.
Ha rappresentato l'Armenia all'Eurovision Song Contest 2025 con il brano Survivor, classificandosi al ventesimo posto.

## Biografia
Nato nel villaggio di Hayravanq da genitori armeni, ha vissuto a Volgograd, in Russia, fino al 2022, quando la sua famiglia è tornata in Armenia. Durante i suoi anni in Russia, ha frequentato l'Istituto statale di teatro e cinema di Volgograd, ove si è laureato in arti teatrali e recitazione, e ha inoltre co-fondato una band chiamata The Edge Chronicles. Tra il 2017 e il 2019, gli Edge Chronicles hanno intrapreso una tournée internazionale che ha toccato l'Armenia, la Russia, la Georgia e l'Ucraina.
Dopo essere tornato in Armenia, nell'estate del 2022 si è esibito come artista d'apertura per la cantante francese ZAZ durante l'HAYA festival ad Erevan. Da allora, ha dato ufficialmente avvio alla sua carriera da solista, pubblicando brani con artisti armeni come Brunette, o realizzare cover di altri brani famosi come Snap di Rosa Linn. Nel 2024 ha ricevuto una candidatura per i Armenian Music Video Award 2024 alla miglior canzone per il singolo Araj.
Il 7 febbraio 2025 è stata annunciata la sua partecipazione a Depi Evratesil, la competizione organizzata dall'emittente ARMTV per selezionare il rappresentante armeno all'Eurovision Song Contest 2025. Il suo inedito Survivor è stato presentato il successivo 9 novembre. Nella finale del 16 febbraio si è esibito come primo concorrente su dodici partecipanti e, dopo essere stato l'artista preferito dal pubblico, nonché la seconda proposta preferita dalla giuria nazionale ed internazionale, Parg è stato proclamato vincitore dell'evento; ha quindi guadagnato il diritto di rappresentare l'Armenia sul palco eurovisivo di Basilea. Dopo aver convinto il pubblico anche nella seconda semifinale dell'Eurovision Song Contest, si è esibito nella finale del 17 maggio, dove si è classificato al 20º posto con 72 punti.

## Discografia

### EP
- 2023 – Theatre Session (Live Edition)

### Singoli
- 2020 – Tell Me
- 2020 – Sareri hovin mernem
- 2021 – Kuzes
- 2021 – Ginin u grely
- 2022 – Snap (Solo o con J-Marin)
- 2023 – Araj
- 2024 – Arev es (con Brunette)
- 2024 – Qo mot
- 2024 – Kanchum em
- 2024 – Es nor tarin

- 2025 – Survivor